# Franqueán (Lugo)
Franqueán (llamada oficialmente Santa María de Franqueán) es una parroquia y una aldea española del municipio de Corgo, en la provincia de Lugo, Galicia.

## Organización territorial
La parroquia está formada por ocho entidades de población:
- Cima da Vila (Cima de Vila)
- Escardel
- Franqueán
- Hermida (A Ermida)
- Monte da Silva (O Monte de Silva)
- Oubime
- Outeiro (O Outeiro)
- Vilar (O Vilar)

## Demografía

### Parroquia
| Gráfica de evolución demográfica de Franqueán (parroquia) entre 2000 y 2019 |
|                                                                             |
| Datos según el nomenclátor publicado por el INE.                            |

### Aldea
| Gráfica de evolución demográfica de Franqueán (aldea) entre 2000 y 2019 |
|                                                                         |
| Datos según el nomenclátor publicado por el INE.                        |